# 方体泰
方体泰（？—？），正白旗满洲人，是一名清朝政治人物。监生出身。
方体泰曾于乾隆三十五年接替张珽任福州府知府一职，乾隆四十年由徐元接任。